# Ясима (княжество)

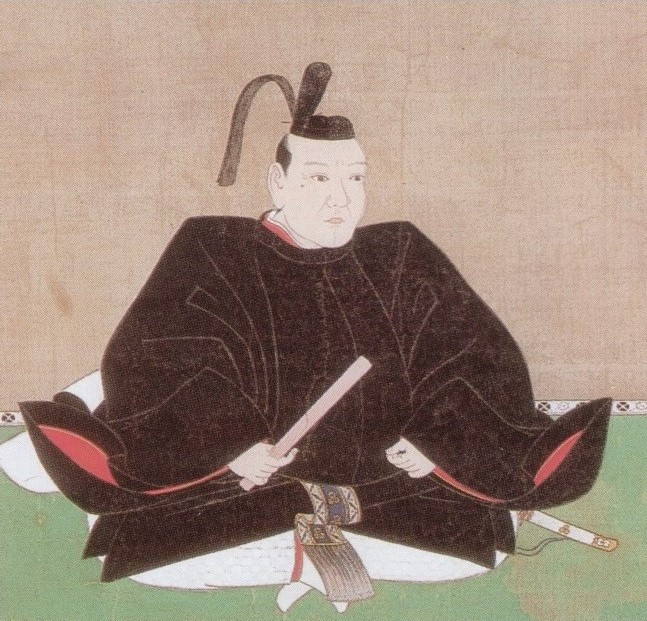
Икома Такатоси, 1-й даймё Ясима-хана

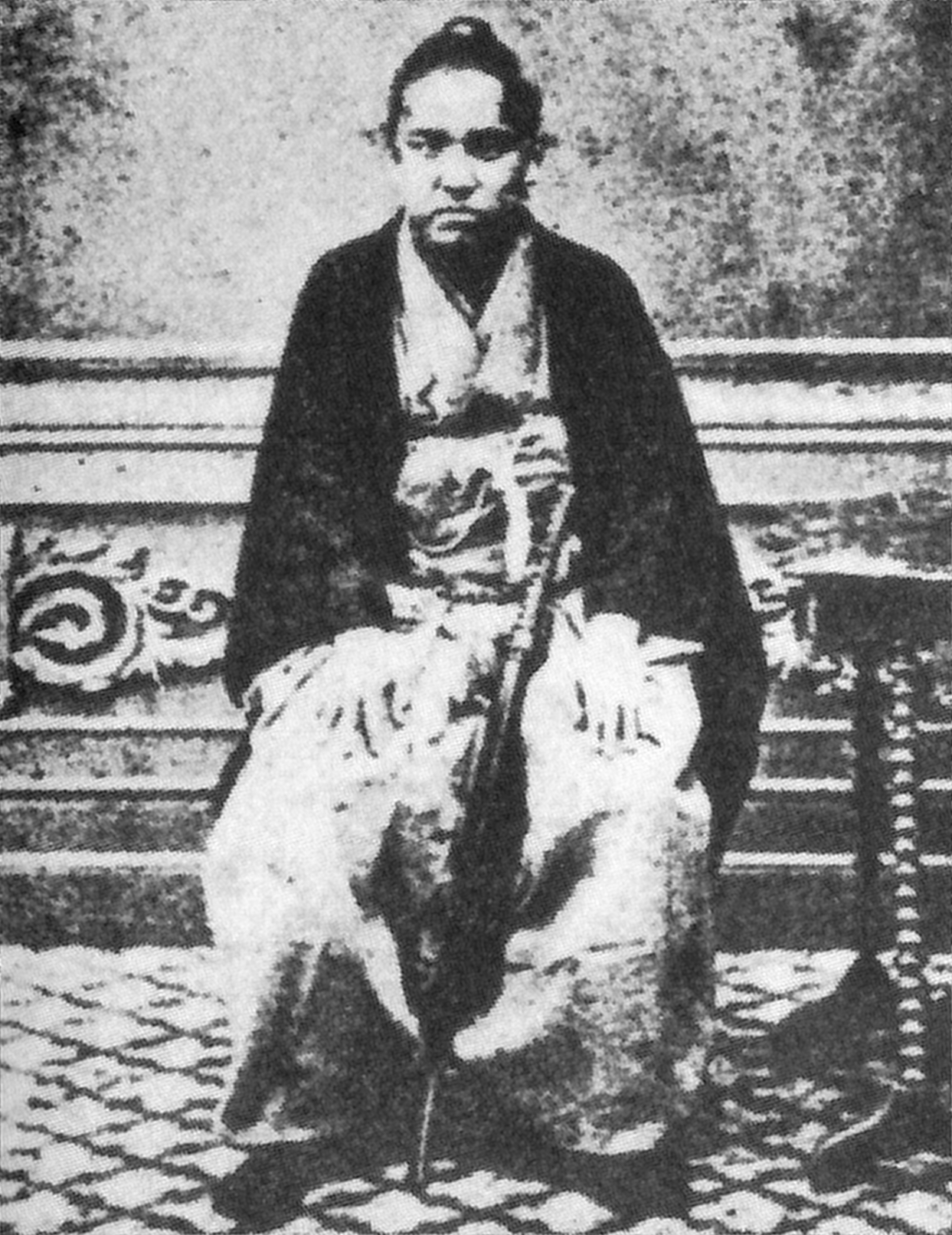
Икома Тикаюки, последний (2-й) даймё Ясима-хана

Княжество Ясима (яп. 矢島藩 Ясима-хан) — феодальное княжество (хан) в Японии периода Эдо (1640—1658, 1868—1871). Ясима-хан располагался на севере провинции Дэва (современная префектура Акита) на острове Хонсю.

## История
Административный центр княжества: Ясима Jin’ya (укрепленный дом) в городе Ясима в провинции Дэва (современный город Юрихондзё, префектура Акита).
Первоначально род Икома правил Такамацу-ханом в провинции Сануки (171800 коку риса). В 1640 году род Икома был лишен своего домена из-за грубого нарушения правил со стороны Икомы Такатоси. Сёгунат Токугава передал во владение роду Икома домен Ясима-хан (доход в 10 000 коку) в центральной провинции Дэва, где Икоме Такатоси было приказано оставаться под домашним арестом в течение более 20 лет. Кроме того, в 1659 году его старший сын и наследник, Икома Такакиё (1643—1694), был вынужден передать во владение своему младшему брату 2 тысячи коку. Таким образом, род Икома потерял статус даймё (владетельного князя) и был понижен до статуса хатамото.
Представители рода Икома были вынуждены проживать в Эдо, а доменом управляли их администраторы. Высокие налоги и тирания администраторов привели к повторяющимся крестьянским восстаниям. В 1780 году сёгун Токугава Иэхару разрешил главе рода Икома посетить свои владения в Ясима-хане.
Во время Войны Босин клан Икома первоначально вступил в Северный союз японских княжеств, но быстро перешел на другую сторону при приближении военных сил из Синдзё-хана, поддерживавшего императорское правительство Мэйдзи. В награду за верность императорские власти увеличили доход княжества на 15200 коку, восстановив род Икома в качестве даймё через 250 лет. В 1869 году новый даймё Ясима-хана был вознагражден ещё 1000 коку риса.
В июле 1871 года после административно-политической реформы Ясима-хан был ликвидирован. Территория княжества была включена в состав префектуры Акита. В 1884 году приёмный сын и наследник последнего даймё получил титул барона (сисяку) в системе кадзоку.

## Лист даймё
- Род Икома (тодзама-даймё) 1640—1658; 1868—1871

| # | Имя и годы жизни                          | Правление | Титул                     | Ранг     | Доход                |
| - | ----------------------------------------- | --------- | ------------------------- | -------- | -------------------- |
| 1 | Икома Такатоси (1611-1659) (яп. 生駒高俊) | 1640-1658 | Сануки-но-ками (讃岐の上) | 従四位下 | 10,000 коку          |
|   |                                           |           |                           |          |                      |
| 2 | Икома Тикаюки (1849-1880) (яп. 生駒親敬)  | 1868-1871 | Сануки-но-ками (讃岐の上) | 従五位下 | 15,200 ->16,200 коку |